# Karel Rammo
Karel Rammo (ur. 3 września 2003 w Tallinnie) – estoński skoczek narciarski. Uczestnik mistrzostw świata juniorów (2021 i 2022), zimowych igrzysk olimpijskich młodzieży (2020) oraz zimowego olimpijskiego festiwalu młodzieży Europy (2022). Medalista mistrzostw Estonii.

## Przebieg kariery
Bez sukcesów startował w nieoficjalnych letnich mistrzostwach dzieci, zawodach FIS Youth Cup oraz mistrzostwach krajów nordyckich juniorów, plasując się na odległych lokatach. W styczniu 2020 w Prémanon wystąpił w zimowych igrzyskach olimpijskich młodzieży, zajmując 33. pozycję w konkursie indywidualnym. W lutym 2021 w Lahti zadebiutował w FIS Cupie, plasując się na przełomie ósmej i dziewiątej dziesiątki. Kilka dni później w tej samej miejscowości wystąpił na mistrzostwach świata juniorów, jednak został zdyskwalifikowany w rywalizacji indywidualnej.
W lipcu 2021 w Otepää zajął 27. lokatę w konkursie FIS Cupu, zdobywając pierwsze w karierze punkty tego cyklu. W tym samym miesiącu w Kuopio, w ramach letniej edycji cyklu, zadebiutował w Pucharze Kontynentalnym, plasując się na 51. pozycji. W marcu 2022 w Zakopanem wziął udział w mistrzostwach świata juniorów, zajmując 49. lokatę. W tym samym miesiącu wystartował na zimowym olimpijskim festiwalu młodzieży Europy – w konkursie indywidualnym był 38.
Jest medalistą mistrzostw Estonii – latem 2019 z zespołem klubu Nõmme SK zdobył srebrny medal w konkursie drużynowym, latem 2020 zwyciężył w tej samej rywalizacji, a latem 2021 zdobył brązowy medal. Wielokrotnie zdobywał także medale mistrzostw kraju w juniorskich kategoriach wiekowych (od U-10 do U-18), zarówno w skokach narciarskich i kombinacji norweskiej.
Oprócz skoków narciarskich i kombinacji norweskiej uprawia również piłkę ręczną, w plażowej odmianie tej dyscypliny sportu stał na podium mistrzostw Estonii do lat 18.

## Mistrzostwa świata juniorów

### Indywidualnie
| 2021 Lahti    | – | dyskwalifikacja |
| 2022 Zakopane | – | 49. miejsce     |

### Starty K. Rammo na mistrzostwach świata juniorów – szczegółowo
| Miejsce | Dzień     | Rok  | Miejscowość | Skocznia        | Punkt K | HS     | Konkurs  | Skok 1 | Skok 2 | Nota     | Strata    | Zwycięzca         |
| ------- | --------- | ---- | ----------- | --------------- | ------- | ------ | -------- | ------ | ------ | -------- | --------- | ----------------- |
| DSQ     | 11 lutego | 2021 | Lahti       | Salpausselkä    | K-90    | HS-100 | indywid. | DSQ    | DSQ    | DSQ      | DSQ       | Niklas Bachlinger |
| 49.     | 3 marca   | 2022 | Zakopane    | Średnia Krokiew | K-95    | HS-105 | indywid. | 79,0 m | –      | 90,6 pkt | 220,9 pkt | Daniel Tschofenig |

## Igrzyska olimpijskie młodzieży

### Indywidualnie
| 2020 Lozanna/ Prémanon | – | 33. miejsce |

### Starty K. Rammo na igrzyskach olimpijskich młodzieży – szczegółowo
| Miejsce | Dzień       | Rok  | Miejscowość | Skocznia   | Punkt K | HS    | Konkurs  | Skok 1 | Skok 2 | Nota      | Strata    | Zwycięzca       |
| ------- | ----------- | ---- | ----------- | ---------- | ------- | ----- | -------- | ------ | ------ | --------- | --------- | --------------- |
| 33.     | 19 stycznia | 2020 | Prémanon    | Les Tuffes | K-81    | HS-90 | indywid. | 68,5 m | 68,5 m | 148,0 pkt | 109,7 pkt | Marco Wörgötter |

## Zimowy olimpijski festiwal młodzieży Europy

### Indywidualnie
| 2022 Vuokatti/Lahti | – | 38. miejsce |

### Starty K. Rammo na zimowym olimpijskim festiwalu młodzieży Europy – szczegółowo
| Miejsce | Dzień    | Rok  | Miejscowość | Skocznia     | Punkt K | HS     | Konkurs  | Skok 1 | Skok 2 | Nota     | Strata    | Zwycięzca      |
| ------- | -------- | ---- | ----------- | ------------ | ------- | ------ | -------- | ------ | ------ | -------- | --------- | -------------- |
| 38.     | 23 marca | 2022 | Lahti       | Salpausselkä | K-95    | HS-100 | indywid. | 75,0 m | –      | 78,5 pkt | 172,0 pkt | Jonas Schuster |

## Letni Puchar Kontynentalny

### Miejsca w poszczególnych konkursachLetniego Pucharu Kontynentalnego
stan po zakończeniu LPK 2023
| Źródło                                                                        | Źródło       | Źródło                       | Źródło                       | Źródło      | Źródło      | Źródło              | Źródło              | Źródło     | Źródło     | Źródło            | Źródło            | Źródło | Źródło | Źródło | Źródło | Źródło | Źródło | Źródło | Źródło | Źródło | Źródło | Źródło | Źródło | Źródło | Źródło | Źródło |
| ----------------------------------------------------------------------------- | ------------ | ---------------------------- | ---------------------------- | ----------- | ----------- | ------------------- | ------------------- | ---------- | ---------- | ----------------- | ----------------- | ------ | ------ | ------ | ------ | ------ | ------ | ------ | ------ | ------ | ------ | ------ | ------ | ------ | ------ | ------ |
| 2021                                                                          |              |                              |                              |             |             |                     |                     |            |            |                   |                   |        |        |        |        |        |        |        |        |        |        |        |        |        |        |        |
| Kuopio HS127                                                                  | Kuopio HS127 | Frenštát pod Radhoštěm HS106 | Frenštát pod Radhoštěm HS106 | Râșnov HS97 | Râșnov HS97 | Bischofshofen HS142 | Bischofshofen HS142 | Oslo HS106 | Oslo HS106 | Klingenthal HS140 | Klingenthal HS140 | punkty |        |        |        |        |        |        |        |        |        |        |        |        |        |        |
| 51                                                                            | dq           | -                            | -                            | -           | -           | -                   | -                   | 44         | 45         | -                 | -                 | 0      |        |        |        |        |        |        |        |        |        |        |        |        |        |        |
| Legenda                                                                       |              |                              |                              |             |             |                     |                     |            |            |                   |                   |        |        |        |        |        |        |        |        |        |        |        |        |        |        |        |
| 1 2 3 4-10 11-30 poniżej 30 dq – dyskwalifikacja - − zawodnik nie wystartował |              |                              |                              |             |             |                     |                     |            |            |                   |                   |        |        |        |        |        |        |        |        |        |        |        |        |        |        |        |

## FIS Cup

### Miejsca w klasyfikacji generalnej
| Sezon     | Miejsce |
| --------- | ------- |
| 2021/2022 | 115.    |

### Miejsca w poszczególnych konkursachFIS Cupu
stan po zakończeniu sezonu 2022/2023
| Źródło                                                                        | Źródło      | Źródło           | Źródło           | Źródło           | Źródło           | Źródło        | Źródło        | Źródło       | Źródło       | Źródło       | Źródło       | Źródło        | Źródło        | Źródło           | Źródło           | Źródło        | Źródło        | Źródło         | Źródło       | Źródło       | Źródło        | Źródło        | Źródło | Źródło | Źródło | Źródło | Źródło | Źródło | Źródło | Źródło | Źródło | Źródło | Źródło | Źródło | Źródło | Źródło | Źródło | Źródło | Źródło |
| ----------------------------------------------------------------------------- | ----------- | ---------------- | ---------------- | ---------------- | ---------------- | ------------- | ------------- | ------------ | ------------ | ------------ | ------------ | ------------- | ------------- | ---------------- | ---------------- | ------------- | ------------- | -------------- | ------------ | ------------ | ------------- | ------------- | ------ | ------ | ------ | ------ | ------ | ------ | ------ | ------ | ------ | ------ | ------ | ------ | ------ | ------ | ------ | ------ | ------ |
| Sezon 2020/2021                                                               |             |                  |                  |                  |                  |               |               |              |              |              |              |               |               |                  |                  |               |               |                |              |              |               |               |        |        |        |        |        |        |        |        |        |        |        |        |        |        |        |        |        |
| Râșnov HS97                                                                   | Râșnov HS97 | Kandersteg HS106 | Kandersteg HS106 | Zakopane HS140   | Zakopane HS140   | Szczyrk HS104 | Szczyrk HS104 | Lahti HS100  | Lahti HS100  | Villach HS98 | Villach HS98 | Oberhof HS100 | Oberhof HS100 | punkty           | punkty           | punkty        | punkty        | punkty         | punkty       | punkty       | punkty        | punkty        | punkty | punkty | punkty | punkty | punkty | punkty | punkty | punkty | punkty | punkty |        |        |        |        |        |        |        |
| -                                                                             | -           | -                | -                | -                | -                | -             | -             | 80           | 82           | -            | -            | -             | -             | 0                | 0                | 0             | 0             | 0              | 0            | 0            | 0             | 0             | 0      | 0      | 0      | 0      | 0      | 0      | 0      | 0      | 0      | 0      |        |        |        |        |        |        |        |
| Sezon 2021/2022                                                               |             |                  |                  |                  |                  |               |               |              |              |              |              |               |               |                  |                  |               |               |                |              |              |               |               |        |        |        |        |        |        |        |        |        |        |        |        |        |        |        |        |        |
| Otepää HS97                                                                   | Otepää HS97 | Kuopio HS100     | Kuopio HS127     | Einsiedeln HS117 | Einsiedeln HS117 | Ljubno HS94   | Ljubno HS94   | Villach HS98 | Villach HS98 | Lahti HS100  | Lahti HS100  | Falun HS100   | Falun HS100   | Kandersteg HS106 | Kandersteg HS106 | Notodden HS98 | Notodden HS98 | Zakopane HS105 | Villach HS98 | Villach HS98 | Oberhof HS100 | Oberhof HS100 | punkty |        |        |        |        |        |        |        |        |        |        |        |        |        |        |        |        |
| dq                                                                            | 28          | 54               | 55               | -                | -                | -             | -             | -            | -            | 24           | 22           | -             | -             | -                | -                | -             | -             | -              | -            | -            | -             | -             | 19     |        |        |        |        |        |        |        |        |        |        |        |        |        |        |        |        |
| Legenda                                                                       |             |                  |                  |                  |                  |               |               |              |              |              |              |               |               |                  |                  |               |               |                |              |              |               |               |        |        |        |        |        |        |        |        |        |        |        |        |        |        |        |        |        |
| 1 2 3 4-10 11-30 poniżej 30 dq – dyskwalifikacja - − zawodnik nie wystartował |             |                  |                  |                  |                  |               |               |              |              |              |              |               |               |                  |                  |               |               |                |              |              |               |               |        |        |        |        |        |        |        |        |        |        |        |        |        |        |        |        |        |